# Georges-Louis de Holstein-Gottorp
Georges-Louis de Holstein-Gottorp, né le 16 mars 1719 à Hambourg et mort le 7 septembre 1763 à Kiel, est un prince allemand. Il est le fondateur de la seconde branche de la Maison d'Holstein-Gottorp, issue de la Maison d'Oldenbourg.

## Famille
Il est le fils de Christian-Auguste de Holstein-Gottorp et de Albertine-Frédérique de Bade-Durlach (1682-1755), fille du margrave Frédéric VII Magnus de Bade-Durlach .

### Mariage et descendance

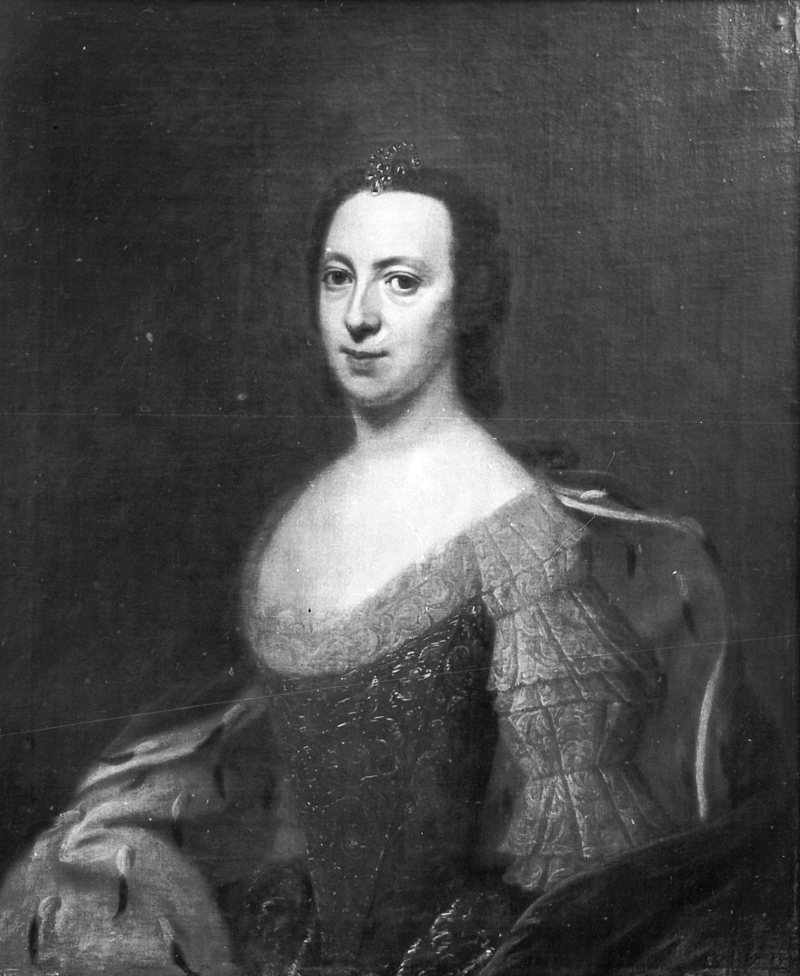
Sophie-Charlotte de Schleswig-Holstein-Sonderbourg-Beck par Dominicus Van Der Smissen

En 1750, Georges-Louis de Holstein-Gottorp épousa Sophie-Charlotte de Schleswig-Holstein-Sonderbourg-Beck (née le 31 décembre 1722, décédée le 7 août 1763), fille de Frédéric-Guillaume II de Schleswig-Holstein-Sonderbourg-Beck.
Trois enfants sont nés de cette union :
- Frédéric de Schleswig-Holstein-Gottorp (1751-1752)
- Guillaume de Schleswig-Holstein-Gottorp (1753-1774)
- Pierre Ier d'Oldenbourg, duc de Schleswig-Holstein-Gottorp, prince de Birkenfeld.

## Biographie
À la suite de la mort précoce de son père en 1726, il est élevé par sa mère.
Il reçoit en 1737 l'Ordre de Sainte-Anne de son cousin le duc Charles-Frédéric de Holstein-Gottorp.
En 1741, il se met au service de la Prusse et devient lieutenant colonel le 20 mai 1742 du 5e régiment de cuirassiers.
Il prend ensuite la tête du 9e Régiment de Dragons le 27 octobre 1743 et est promu général de division le 5 décembre 1743.
Il reçoit le 6 janvier 1745 l'Ordre de Saint-André qui lui est remis par Frédéric II de la part d'Élisabeth Ire de Russie.
Son régiment rejoint alors l'armée de Léopold d'Anhalt-Dessau et participe à la bataille de Kesselsdorf.
Avec la guerre de Sept Ans, son régiment est placé sous l'autorité du feld-maréchal Hans von Lehwaldt. Il est promu en février 1757 au grade de lieutenant général et participe à la Bataille de Gross-Jägersdorf.
Son régiment est ensuite transféré en Poméranie pour lutter contre les Suédois. Il prend alors la tête de l'avant-garde prussienne forte de 12 000 hommes et oblige les Suédois à reculer jusqu'à Stralsund.
Avec le duc de Mecklembourg-Schwerin ils obtiennent des Suédois l'occupation de Malchin.
Les 28 et 29 décembre 1757, il fait une incursion surprise en Poméranie Suédoise.
Ces exploits lui valent de recevoir l'Ordre de l'Aigle noir.
Il est ensuite affecté à l'armée du Prince Henri et participe aux batailles de Krefeld, Cassel, Bergen et de Minden. 
Il rejoint en 1760 l'armée du Roi et participe au siège de Dresde puis à la Bataille de Torgau. Accusé d'avoir été trop lent dans cette dernière bataille, il demande son licenciement le 8 décembre 1760.

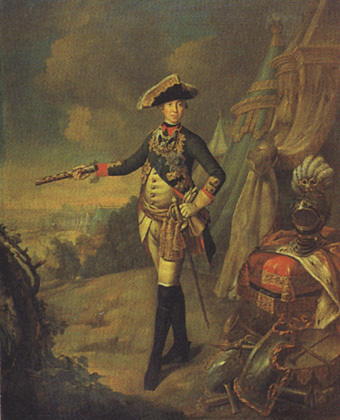
Pierre III, Empereur de Russie

C'est alors que son cousin Pierre III monte sur le trône de Russie et l'appelle à sa cour en le nommant tout d'abord commandant de toutes ses troupes allemandes et Gouverneur du Holstein.
Puis, il le nomme le 21 février 1762 feld-maréchal de l'ensemble des troupes russes avec pour mission d'aligner l'organisation de l'armée russe sur celle de l'armée prussienne. Il devait également préparer l'armée pour la guerre prévue par Pierre III contre le Danemark pour récupérer ses terres perdues du Schleswig.
Mais le coup d'état de Catherine II contre son mari mettent un terme à sa carrière russe. Tout d'abord emprisonné, comme fidèle de l'empereur déchu, il est rapidement relâché, congédié du service russe et renvoyé à Kiel comme gouverneur du Holstein.
Très affecté par la mort de son épouse le 7 août 1763, il meurt un mois plus tard.

## Généalogie
Georges Louis de Holstein-Gottorp appartient à la seconde branche issue de la première branche de la Maison d'Oldenbourg-Gottorp. Ces deux branches sont issues de la première branche de la Maison d'Oldenbourg. Il est l'ascendant du prince Antoine Gunther d'Oldenbourg.